# Старый договор
Старый договор (исл. Gamli sáttmáli) — соглашение о переходе Исландии под власть норвежской короны; заключено в 1262—1264 между исландцами и норвежским королём Хаконом IV Старым.
В первой половине XIII века, известной как эпоха Стурлунгов, исландское народовластие переживало кризис, а страну раздирали гражданские конфликты. Не в силах одолеть друг друга в борьбе за власть, исландские годи обратились к норвежскому королю, и тот в 1258 назначил одного из них, Гицура Торвальдсона, ярлом Исландии и своим представителем на острове. Гицур безуспешно пытался захватить весь остров, но столкнулся с сопротивлением, а Хакон Старый, не доверяя этому человеку, в начале 1260-х направил в Исландию своих эмиссаров.
На местных тингах, проходивших в 1262—1264 годах, норвежские представители предложили исландцам в качестве выхода из бесконечной гражданской войны переход под власть их короля. Южная и северная четверти острова принесли Хакону клятву, названную позднее «Старым договором»; вскоре аналогичные соглашения были заключены с остальными жителями.
По этому соглашению исландцы признавали короля своим сувереном, обязались платить налог, а король отвечал за мир и порядок на острове. Он немедленно упразднил годорды, а должность ярла потеряла всякое значение, и после смерти Гицура ему не назначили преемника. Отдельные статьи оговаривали имущественные и наследственные права исландцев в Норвегии, а также условия торговли, поскольку Исландия во многом зависела от импорта.
Исландия становилась автономной частью Норвежского королевства, и в первые десятилетия короли старались эту автономию уважать. Магнус VI Лагабете ввел в 1271 норвежский сборник законов «Железный бок» (Járnsíða), но из-за недовольства населения согласился его отозвать. В 1280 исландцам была предложена «Книга Йона», в которой сохранялись многие положения старинного исландского свода законов — «Серого Гуся», и после некоторого сопротивления жители приняли её на альтинге 1281 года.
Одним из условий Старого договора было формальное право его расторжения исландцами, если, по мнению «лучших людей», Норвегия нарушит свои обязательства. Впоследствии, вплоть до XIX века, сторонники исландской независимости ссылались на эту статью договора в конфликтах с датскими властями, рассматривавшими остров как свою колонию.